# Pronomopsis chalybea
Pronomopsis chalybea là một loài ruồi trong họ Asilidae. Pronomopsis chalybea được Hermann miêu tả năm 1912. Loài này phân bố ở vùng Tân nhiệt đới.